# Паризи, Анджело
Анджело Паризи (итал. Angelo Parisi, род. 3 января 1953, Арпино, Лацио) — британский и французский дзюдоист итальянского происхождения, первый в истории Франции олимпийский чемпион по дзюдо, многократный чемпион Европы.

## Биография
Паризи родился в итальянской семье недалеко от Рима, но в возрасте 3 лет переехал с родителями в Великобританию.
Начал заниматься дзюдо в 1967 году, а уже в 1968 году получил чёрный пояс. Выступая под британским флагом, Паризи неоднократно выигрывал чемпионаты Великобритании, становился чемпионом Европы, а в 1972 году на Олимпиаде в Мюнхене 19-летний Паризи выиграл бронзовую медаль в абсолютной весовой категории.
В 1975 году Паризи по семейным обстоятельствам сменил гражданство с британского на французское и из-за этого пропустил Олимпиаду-1976 в Монреале. Выступая за Францию, Анджело много раз выигрывал национальные чемпионаты, побеждал на чемпионатах Европы, выиграл 2 золота на Средиземноморских играх. На Олимпиаде в Москве 27 июля 1980 года во дворце спорта в Лужниках Паризи победил в самой тяжёлой весовой категории (свыше 95 кг), что сделало его первым французским олимпийским чемпионом в дзюдо. В финале в категории + 95 кг Паризи встретился с Димитром Запряновым, одним из наиболее титулованных болгарских дзюдоистов 1980-х годов. В начале встреча вышла очень вязкой, оба дзюдоиста получили замечания. Где-то на третьей минуте болгарский спортсмен смог провести приём, что было оценено в юко. Однако Паризи был по классу выше Запрянова и обладал неповторимой техникой. К концу схватки Паризи броском через спину выиграл у Запрянова оценкой иппон и стал олимпийским чемпионом. Через несколько дней в самой лёгкой весовой категории золото выиграл и другой француз Тьерри Ре. Паризи выиграл в Москве ещё одну награду — серебро в абсолютной весовой категории, став первым и единственным в истории французским дзюдоистом, выигравшим 2 медали на одной Олимпиаде. Через 4 года в Лос-Анджелесе Паризи добавил к своей коллекции олимпийских наград ещё одно серебро, завоёванное в категории свыше 95 кг.
После окончания спортивной карьеры Паризи стал тренером и с 1985 по 1991 год тренировал сборную Франции.
Паризи был удостоен ряда государственных наград, в частности он является кавалером французского ордена «За заслуги».
Сын Анджело Венсан (род. 1977), который в молодости занимался дзюдо, затем перешёл на джиу-джитсу и достиг в этом боевом искусстве успехов на мировом уровне: семь медалей чемпионатов мира, в том числе золото в 2012 году, награды чемпионатов Европы, Кубка Европы. Венсан снялся также в ряде фильмов качестве актёра-каскадёра («Заложница 3», «Три дня на убийство» и других). У Анджело также есть две дочери — Лора (род. 1986) и Ева (род. 1990).

## Интересные факты
Паризи трижды выступал на Олимпийских играх, и все 3 раза под разными флагами — в 1972 году в Мюнхене он представлял Великобританию, в 1980 году в Москве Паризи выступал за Францию, которая на той Олимпиаде использовала олимпийский флаг (в качестве частичной поддержки бойкота московских Игр), а на Олимпиаде 1984 года в Лос-Анджелесе под национальным флагом Франции, при этом Паризи являлся знаменосцем французской сборной.